# James Waldegrave (13e comte Waldegrave)
James "Jamie" Sherbrooke Waldegrave, 13e comte Waldegrave (né le 8 décembre 1940), titré vicomte Chewton jusqu'en 1995, est un pair et un homme d'affaires britannique.

## Biographie
Il est le fils de Geoffrey Waldegrave (12e comte Waldegrave) (1905–1995) et de Mary Hermione Grenfell (1909–1995) . Il fait ses études au Collège d'Eton et au Trinity College, à Cambridge, et fait partie de l'équipage de Cambridge lors de la University Boat Race en 1962 et 1963. En 1986, il épouse Mary Alison Anthea Furness (née le 10 novembre 1946), journaliste pour l'Evening Standard et chargée de cours de Philosophie. Elle est la fille de Robert Furness (1883–1954) et de Joyce Lucy Sophie Marc (1905-1995). Il hérite des titres de son père en 1995. Lui et sa femme divorcent en 1996 après avoir eu deux fils.
Lord Waldegrave dirige actuellement son domaine basé à Priory Farm, Chewton Mendip, Somerset, avec des unités industrielles et des bureaux loués à diverses entreprises sur l'ancien site de fabrication de fromage . Le comte Waldegrave est le frère aîné de William Waldegrave, baron Waldegrave de North Hill, un ancien ministre conservateur du cabinet dans le gouvernement de Margaret Thatcher  et le frère de Susan Hussey, Dame de la chambre de la reine Élisabeth II .